# بورغوان-جاليو

شعار المدينة

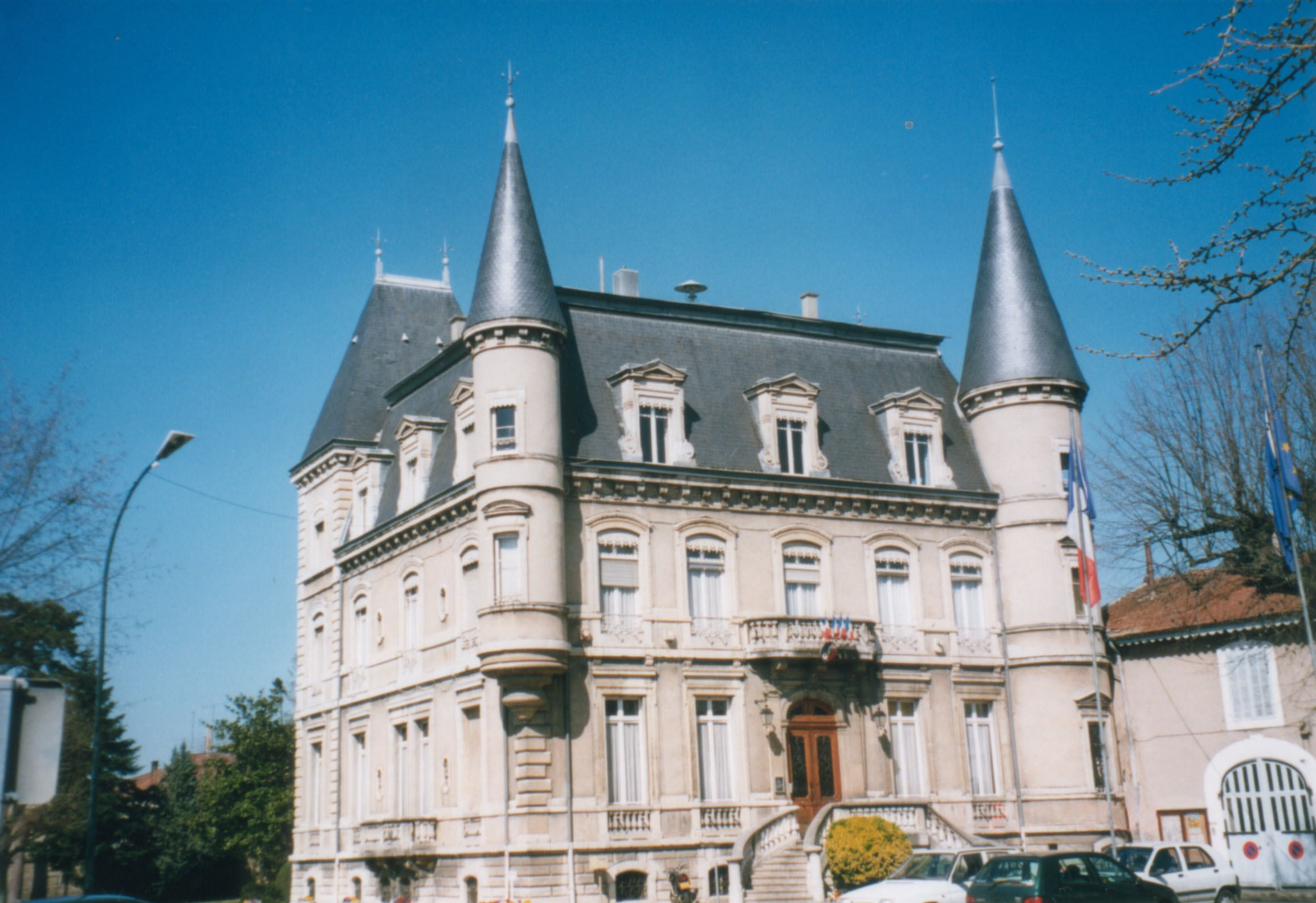
مقر بلدية المدينة

بورغوان-جاليو (باللغة الأجنبية : Bourgoin-Jallieu) هي بلدية تابعة لدائرة لا تور دي بان بإقليم إيزار الموجود بمنطقة رون - ألپ بفرنسا و يبلغ عدد سكانها حوالي 25.000 نسمة.

## الموقع الجغرافي
هي مدينة تمتاز بموقع جغرافي مميز كونها تبعد عن وسط مدينة ليون بـ42 كم و تبعد عن وسط مدينة غرونوبل بـ70 كم و هي تقع بين المدينتين و في شرق فرنسا غير بعيد عن جبال الألب.

## توأمة
لبورغوان-جاليو اتفاقيات توأمة مع كل من:
- مقاطعة ووجيانغ [الإنجليزية]‏
- كونسيليتشي
- بيرغيش غلادباخ
- فيلسن
- دونستابل
- رهاو
- سوجو
- لوتن

## أعلام
- كيفين مونيه-باكيه
- ألكسندر هاو
- غريغوري كاراز
- شفيق ناجح
- أحمد آيت وراب